# Brawn Rocks
Brawn Rocks är en kulle i Antarktis. Den ligger i Östantarktis. Nya Zeeland gör anspråk på området. Toppen på Brawn Rocks är 2 426 meter över havet.
Terrängen runt Brawn Rocks är huvudsakligen en högslätt. Brawn Rocks är den högsta punkten i trakten. Trakten är obefolkad. Det finns inga samhällen i närheten.